# Möckern
Pour les articles homonymes, voir Möckern (homonymie).
Möckern est une ville de Saxe-Anhalt en Allemagne, située dans l'arrondissement du Pays-de-Jerichow. 

## Géographie
La ville est située dans la partie ouest du Fläming, un paysage changeant de collines peu hautes avec sol sableux et de vastes forêts. La ville de Magdebourg, capital du land, se trouve à quelques kilomètres vers l'ouest. L'autoroute 2 passe à dix kilométres au nord.

### Municipalité

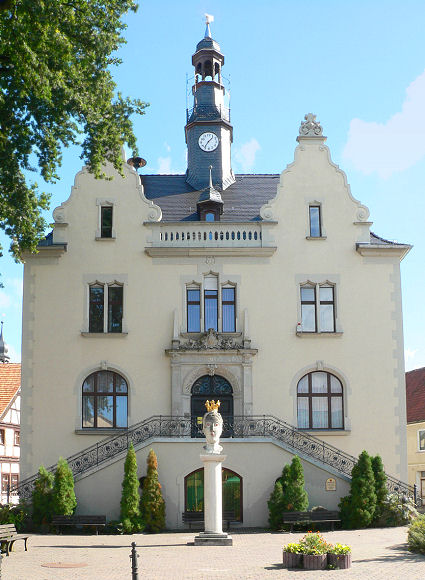
La mairie de Möckern.

Après des nombreux absorptions de communes, la municipalité (Einheitsgemeinde) est une des plus étendues d'Allemagne, avec une superficie de près de 524 km2. Outre le chef-lieu de Möckern, elle comprend la petite ville de Loburg, et les villages d'Altengrabow, Bornsdorf, Brandenstein, Brietzke, Büden, Buschhäuser, Dalchau, Dörnitz, Dreibachen, Drewitz, Friedensau, Glienicke, Göbel, Grabow, Grätzer Hof, Groß Lübars, Hobeck, Hohenziatz, Isterbies, Kähnert, Kalitz, Kampf, Klein Lübars, Klepps, Krüssau, Küsel, Lübars, Lühe, Lütnitz, Lüttgenziatz, Magdeburgerforth, Pabsdorf, Räckendorf, Reesdorf, Riesdorf, Rietzel, Rosian, Rottenau, Schweinitz, Stegelitz, Theeßen, Tryppehna, Wahl, Wendgräben (connu pour son château fort néoroman), Wörmlitz, Wüstenjerichow, Zeddenick, Zeppernick, Ziegelsdorf, et Ziepel.

## Histoire
L'établissement de Mokrianici, un nom d'origine slave qui se réfère au terrain marécageux, est évoqué pour la première fois en 948 dans un document sur la dîme édité par le roi Otton Ier. Un château était probablement déjà construit vers l'an 900 comme avant-poste de la Francie orientale. Après la victoire sur les Magyars à la bataille de Lechfeld en 955, le roi a fondé l'église paroissiale le 10 août, le jour de la fête de saint Laurent. Les fortifications de la ville ont été construites au XIXe siècle.
Au XIIe siècle, le fief de Möckern faisait partie de la marche de Brandebourg nouvellement créée jusqu'à ce que le margrave Othon II le remette à l'archevêché de Magdebourg en 1196. Le statut de ville est historiquement documenté depuis 1373; à cette période, Möckern fut temporairement une possession de l'abbaye de Quedlinbourg. 

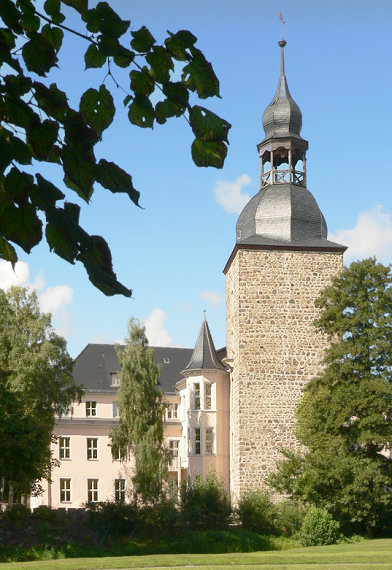
Le château de Möckern.

À nouveau sous la domination de Magdebourg, la ville fut dévastée par la guerre de Trente Ans. En 1680, les territoires de l'ancien prince-archevêché furent sécularisés et devinrent alors le duché de Magdebourg, un fief laïque dirigé par l'état de Brandebourg-Prusse. À partir de là, Möckern fit partie du district rural de Jerichow. Au début de la campagne d'Allemagne, le 5 avril 1813, les forces de la Sixième Coalition sous le commandement de Pierre Wittgenstein attaquèrent une colonne française dirigée par Eugène de Beauharnais au sud de la ville.
Après la seconde guerre mondiale, Möckern a fait partie de la zone d'occupation soviétique et de la République démocratique allemande (RDA).

## Personnalités liées à la ville
- Joachim von Beust (1522-1597), juriste né à Möckern.
- Johann Heinrich Leberecht Pistorius (1777-1858), agriculteur né à Loburg.
- Adalbert von Barby (1820-1905), général mort à Loburg.
- Bernhard Baatz (1910-1978), militaire né à Dörnitz.

## Liens externes

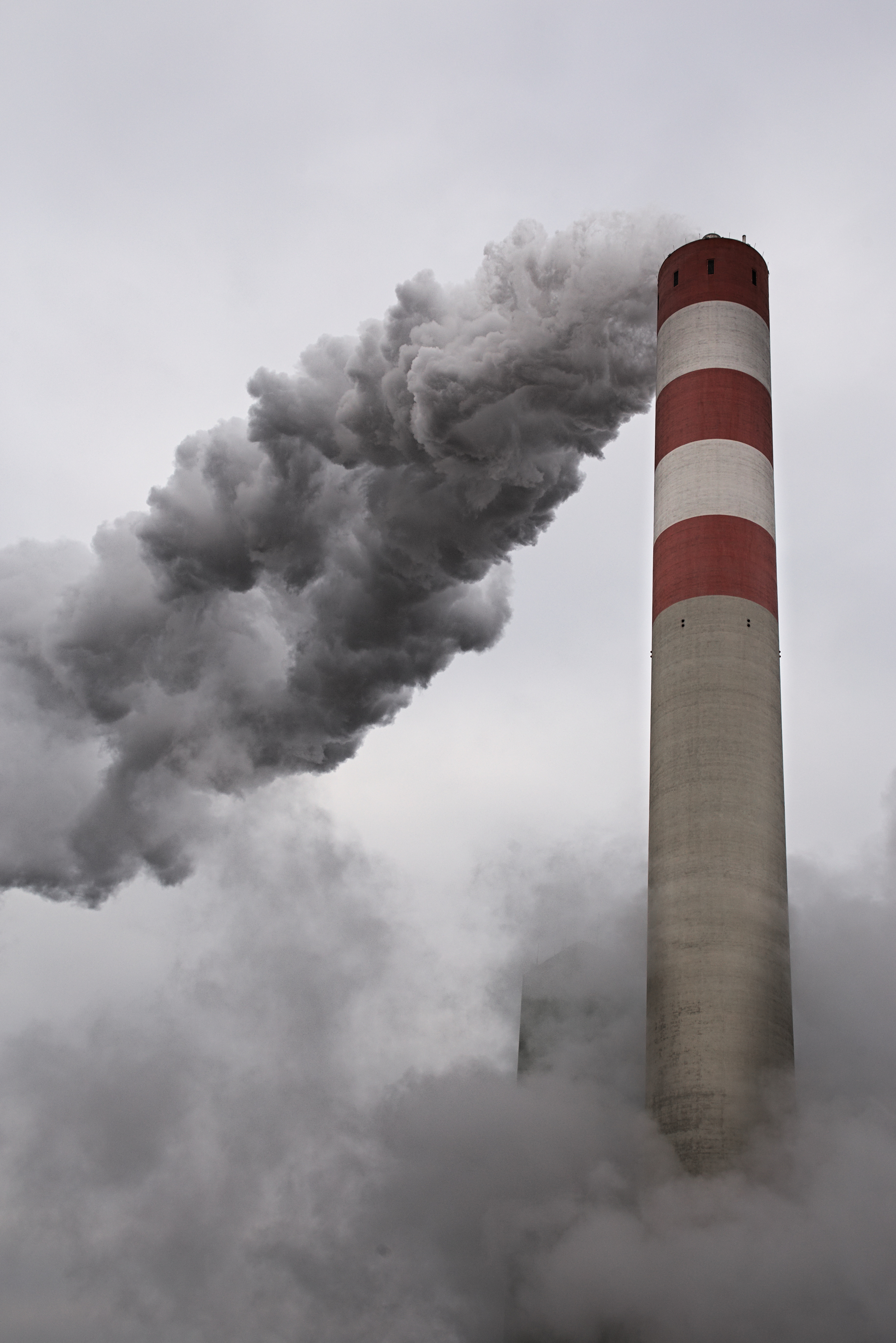
Cheminée d'usine à Dalchau (Möckern). Février 2017.

## Jumelage
- Dassel (Allemagne)